# 巴特埃姆斯
巴特埃姆斯（德語：Bad Ems，發音：[baːt ˈʔɛms] ⓘ）是德国莱茵兰-普法尔茨州莱茵-兰县的城市，也是莱茵-兰县的县治，位于兰河畔，面积15.41平方千米，2023年12月31日人口为10,002人。其以歷史上引爆普法戰爭的埃姆斯電報而聞名。2021年以歐洲溫泉療養勝地之名義入選聯合國世界文化遺產。